# Crucificação e Santos (Annibale Carracci)
Crucificação e Santos (Crocifissione e santi, em italiano) é uma pintura a óleo de 1583 de Annibale Carracci, mestre pintor italiano da designada Escola de Bolonha, e que se encontra actualmente na Igreja de Santa Maria da Caridade, em Bolonha.
Esta obra esteve inicialmente colocada na capela de Macchiavelli da igreja de São Nicolau, na Rua de San Felice, em Bolonha, que foi destruída pelos bombardeamentos dos aliados que atingiram a cidade na II Guerra Mundial. Tendo-se salvo do bombardeamento, esta tela de Annibale Carracci foi guardada provisoriamente na Superintendência para os bens culturais de Bolonha e depois colocada definitivamente na igreja de Santa Maria da Caridade (na proximidade da antiga igreja de São Nicolau).
A data da conclusão desta Crucificação, 1583, quando Annibale tinha vinte e três anos, tornou-se visível após uma limpeza do polimento desenvolvida na década de 1920.
A descoberta desta data permitiu chegar a duas importantes conclusões. A de que a Crucificação de São Nicolau é a pintura mais antiga de Annibale, de entre aquelas de que com certeza se conhece a data, o que contraria a afirmação do historiador Malvasia, de não ser esta a sua primeira prova pictórica. E que se trata da primeira obra pública do mais jovem dos Carracci, ou seja, o seu primeiro trabalho destinado a uma colocação (neste caso uma igreja) de livre acesso ao público.

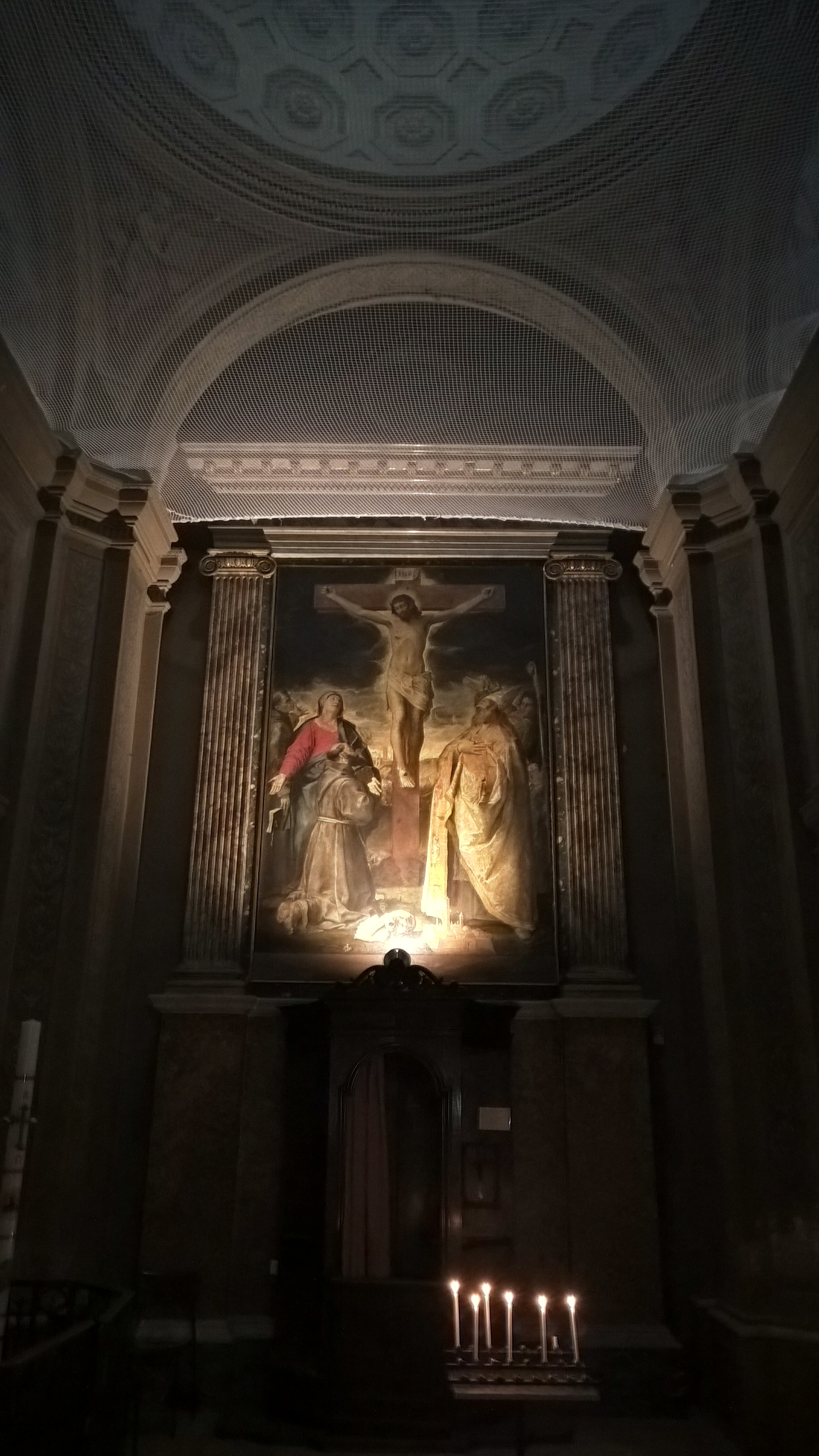
A Crucificaçao de Annibale Carracci no seu enquadramento actual numa capela da Igreja de Santa Maria da Caridade, em Bolonha

## Descrição
O Cristo crucificado tem uma expressão serena com os olhos semiserrados e a cabeça ligeiramente inclinada para a sua direita. A cruz ergue-se no meio de dois grupos de santos.
Em primeiro plano, e do lado esquerdo, está São Francisco ajoelhado ao pé da cruz e, do outro lado, está São Petrónio com o hábito de bispo habilmente pintado para simular um tecido de brocado. Atrás deste  padroeiro de Bolonha está um clérigo que segura o báculo. Estes dois santos dominam a cena quase tapando a Virgem Maria e, ainda mais, São João Evangelista que teve de retrair-se para se afastar da massa do bispo e ficar assim parcialmente visível.
A atenção de todos os presentes está focada em Cristo moribundo: os seus olhares e gestos, no caso de João, estão direcionados explicitamente para a cruz, que é assim indicada como o fulcro uniforme da composição, mesmo para o observador que é envolvido diretamente no acontecimento. A frontalidade da monumental crucificação favorece este efeito, bem como o gesto do Evangelista qu convida o observador a juntar-se à adoração da cruz.
A luz que vem da esquerda inunda a parte inferior da composição, enquanto de cima cai a escuridão, que não consegue contudo esconder a figura de Cristo que está envolvida por uma luz sobrenatural.

## Enquadramento artístico
Apesar da rotura com a anterior tradição bolonhesa, para a sua Crucificação Annibale parece ter recorrido a alguns detalhes e soluções compositivas de pintores seus conterrâneos que já eram mestres estabelecidos quando a tela de São Nicolau foi criada.
Foram identificadas semelhanças com a Crucificação e Santos (imagem em Galeria) de Orazio Samacchini da Basílica de Santa Maria dei Servi, caracterizada, como a de Annibale, pela monumentalidade das figuras em acentuado primeiro plano. Mesmo as composições dedicadas ao mesmo tema por Bartolomeo Passarotti também são referidas como possíveis pontos de referência a que o jovem pintor pode ter recorrido para a sua primeira encomenda importante.
A divisão simétrica dos participantes em dois grupos que formam uma espécie de "Y" aberto em frente da cruz, parece referir-se também à Virgem com os santos padroeiros de Bolonha (imagem em Galeria) de Ercole Procaccini colocada na igreja de São João no Monte.

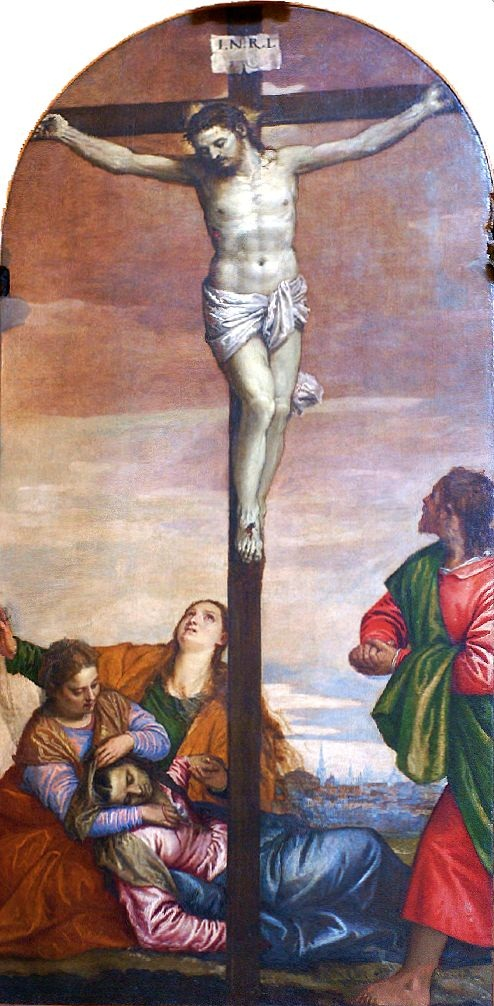
Crucificação (1560-65), de Paolo Veronese, na Igreja de São Sebastião (Veneza)

A pose de Maria tem sido considerada próxima da de Santa Isabel dos afrescos de Pellegrino Tibaldi que representam o Anúncio do nascimento de João Batista na Basílica de São Tiago, enquanto a atitude devocional com a qual São Petrónio confia a Cristo a cidade de Bolonha, cuja maquete está aos pés do santo-bispo, pode ter sido inspirado na composição semelhante que se vê na Virgem em glória e Santos, também de Passarotti (Basílica de São Petrônio) onde, como em Annibale, há também a presença do clérigo com o báculo do bispo bolonhês.
No entanto, a distância entre a estréia de Annibale Carracci e as obras dos seus predecessores é profunda. Na Crucificação de Annibale, na verdade, há uma série de detalhes estranhos aos modos e valores artísticos da tradição maneirista contemporânea bolonhesa: as figuras dos santos sob a cruz, como a de Cristo, são representados de modo simples, com uma corporalidade poderosa e natural, provavelmente fruto de estudos de exemplos reais. Mas absolutamente ausentes são os modos afetados da "maneira", tão evidentes no exemplo referido de Passarotti das coleções municipais, onde São Francisco é uma citação repisada da Raquel de Michelangelo.

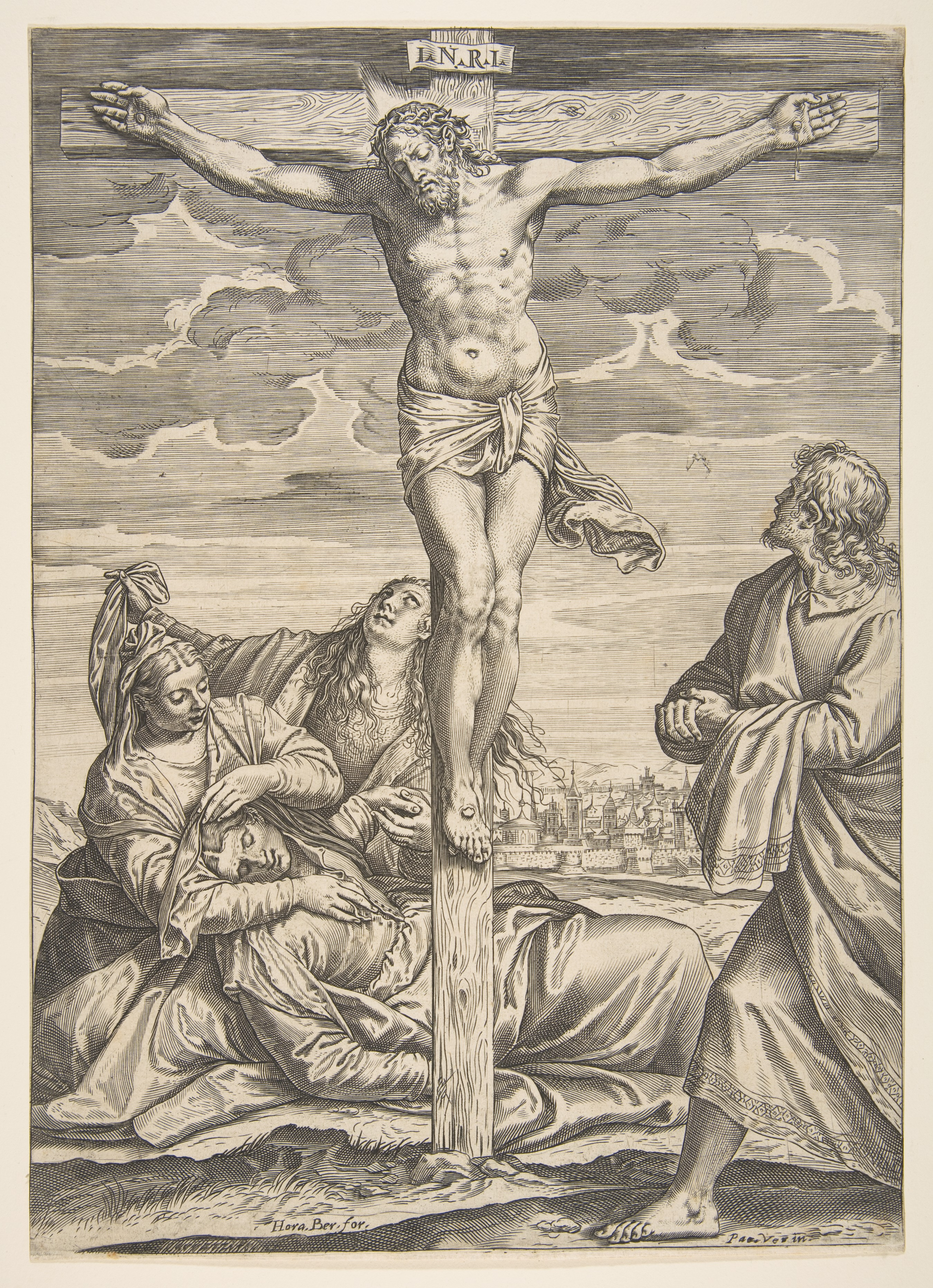
Crucificação (c. 1582), gravura de Agostino Carracci a partir da obra de Veronese

Também a comparação entre a obra de Annibali Carracci e a obra sobre o mesmo assunto de outro célebre mestre bolonhês da época, Prospero Fontana, é um exemplo eloquente do novo caminho procurado por Annibale.
De facto, o painel de Fontana, realizado apenas alguns anos antes desta obra de Annibale, é caracterizado por um decorativismo elegante e pela convencionalidade da representação da dor pela morte de Cristo. O jovem Carracci move-se na direção oposta: a piedade dos seus santos é modesta e tenta criar uma verdadeira partilha emocional no observador que pode ser identificada numa representação realista e tangível do acontecimento em causa.
Annibale fortalece esse efeito colocando a sua Crucificação num espaço credível, aberto para o horizonte onde se pode ver uma vista citadina, habitável pelos seus santos cheios de força e vitalidade e com fisionomias não idealizadas mas familiares, de pessoas comuns.
Existem opiniões variadas sobre quais foram os modelos de referência do jovem artista nesta sua primeira tentativa pública de superar os "clichês" dos tardomaneiristas locais.
Uma primeira visão considera que a tela de Annibale é o resultado das suas primeiras reflexões sobre a pintura veneziana e, em particular, sobre a de Veronese. A Crucificação pintada por Veronese para a Igreja de São Sebastião (Veneza) foi uma importante fonte de inspiração para Annibale, embora não diretamente, mas através da gravura do seu irmão Agostino criada pouco antes da encomenda da pintura de Annibale.
No entanto, outras opiniões negam qualquer influência veneziana sobre a obra e defendem que Annibale chegou a esse resultado inovador mais por instinto do que através de estudo deliberado, tendo tido a intuição, "escandalosa" para a época e estigmatizada duramente ("obras baixas e plebeias" nas vozes críticas transmitidas por Malvasia), de usar numa pintura religiosa e com o destino solene do altar de uma igreja, tons e modos, nas figuras dos santos e na rugosidade do tratamento, da pintura de género, área onde o jovem Carracci já havia sido bem sucedido.

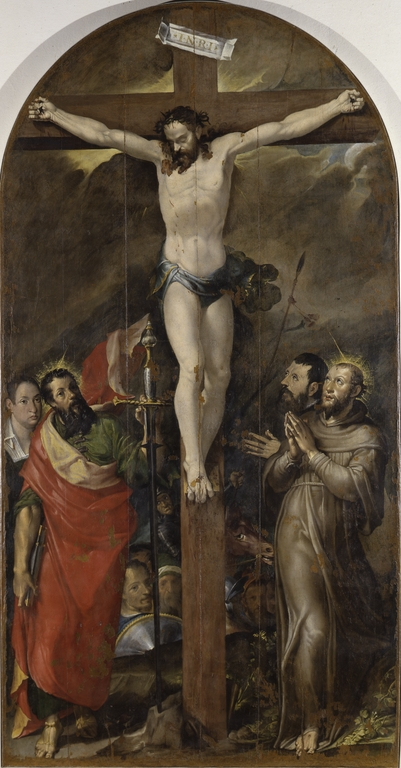
Crucificação e santos (1560-1570), Bartolomeo Passarotti, Coleção Comunal de Arte do Palácio de Accursio, Bolonha

Também se equacionou se, entre os estímulos de Annibale, poderiam ter estado também as recomendações que o cardeal Gabriele Paleotti formulava precisamente naquele tempo em Bolonha no seu Discurso em torno das imagens sagradas e profanas (1582), no qual, com base nas conclusões do Concílio de Trento sobre a arte religiosa, pedia uma pintura mais simples, claramente compreensível pelos fiéis em benefício de sua edificação.
Apesar de criticada, a pintura não deixou de suscitar interesse na paisagem artística de Bolonha. De facto, a "Crucificação com os santos" de Bartolomeo Cesi, na Basílica de San Martino, parece ser uma resposta imediata à tela de Annibale Carracci ao "analisar" e "corrigir" (isto é, normalizar) a "ruidosa" estreia pública desta.

## História
O historiador bolonhês Carlo C. Malvasia, na sua obra de 1678, Felsina Pittrice, afirma que Annibale pintou esta Crucificação aos 18 anos de idade (definindo-a como "a primeira operação a emergir do pincel do grande Annibale") e que a encomenda tinha sido inicialmente apresentada a Ludovico Carracci que a passou ao primo mais novo por causa do reduzido pagamento oferecido. Mas actualmente é duvidosa a atribuição da data de execução da tela após a descoberta da data nela inscrita quando da limpeza a que foi sujeita.
Ainda segundo Malvasia, a Crucificação de Annibale foi objecto de críticas desdenhosas pelos pintores bolonheses mais velhos e mais destacados: o realismo excessivo, especialmente na figura de Cristo (chamado pelos detractores de "coelhinho nu" colocado na cruz), a desarmonia da composição, a ausência de "decoro", como no humilíssimo São Francisco com os pés calosos bem à vista, e no golpe rápido e impreciso da pincelada.. 
Aspectos que segundo a crítica moderna, no entanto, denotam a vontade de Annibale (embora com alguma incerteza, natural num jovem artista) de romper com os padrões do maneirismo tardio que eram então dominantes em Bolonha, em busca de uma nova linguagem artística que tivesse no "verdadeiro" o seu fundamento..

## Galeria de imagens
Imagens de obras referidas no texto:

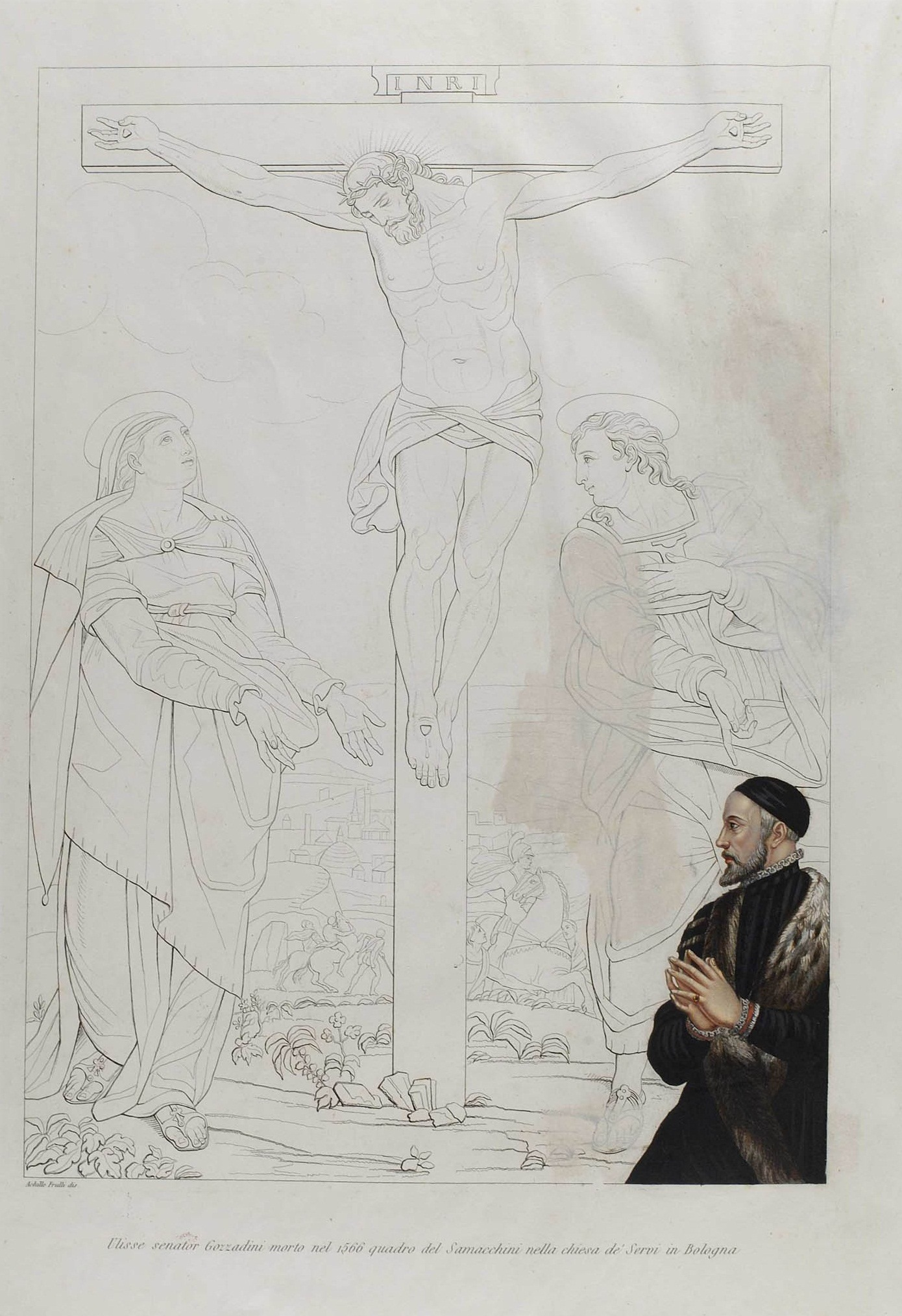
Gravura com base na Crocifissione con i dolenti e donatore de Orazio Samacchini (1566-68) e colocada na Basílica de Santa Maria dos Servos, em Bolonha
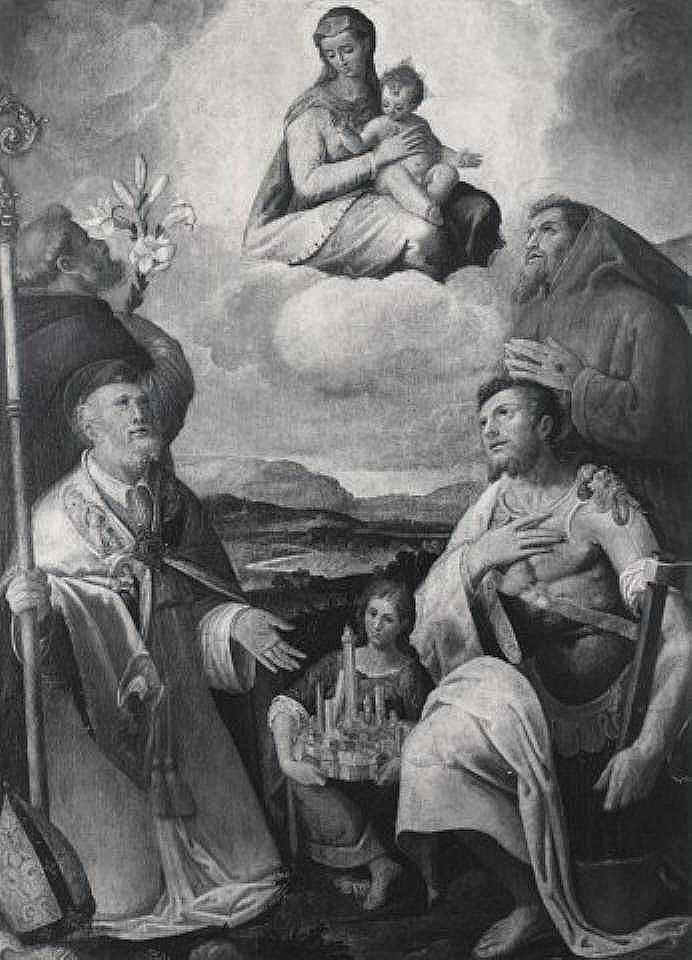
Madonna in gloria con i santi protettori di Bologna (1570-80), de Ercole Procaccini, na Igreja de São João no Monte, em Bolonha
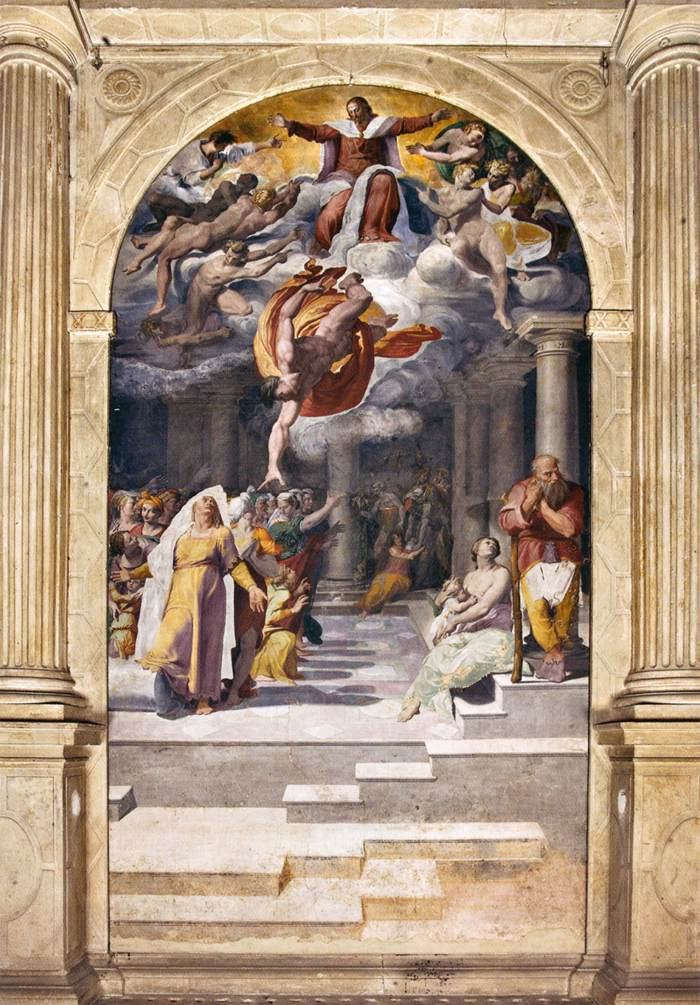
Annuncio della nascita del Battista (1551-53), Pellegrino Tibaldi, na Basílica de São Tiago Maior, em Bolonha
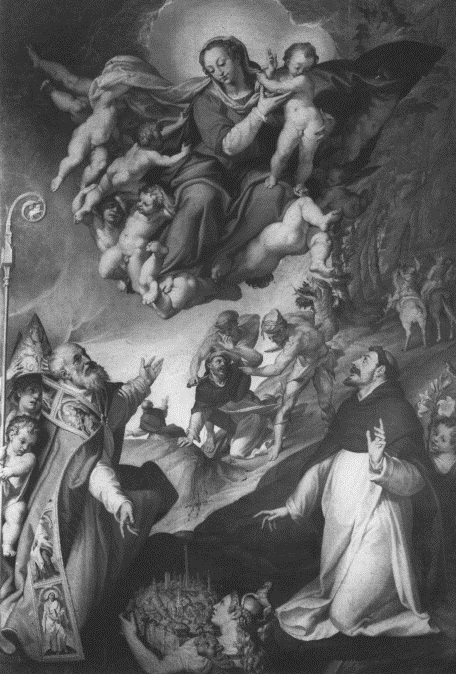
Madonna in gloria e santi (c. 1570), de Bartolomeo Passarotti, Basílica de São Petrônio, em Bolonha
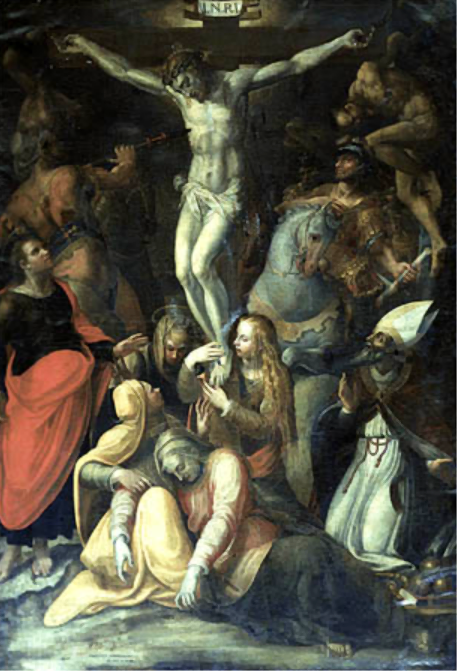
Crocifissione (c. 1580), de Prospero Fontana, no Museo do Convento de São José
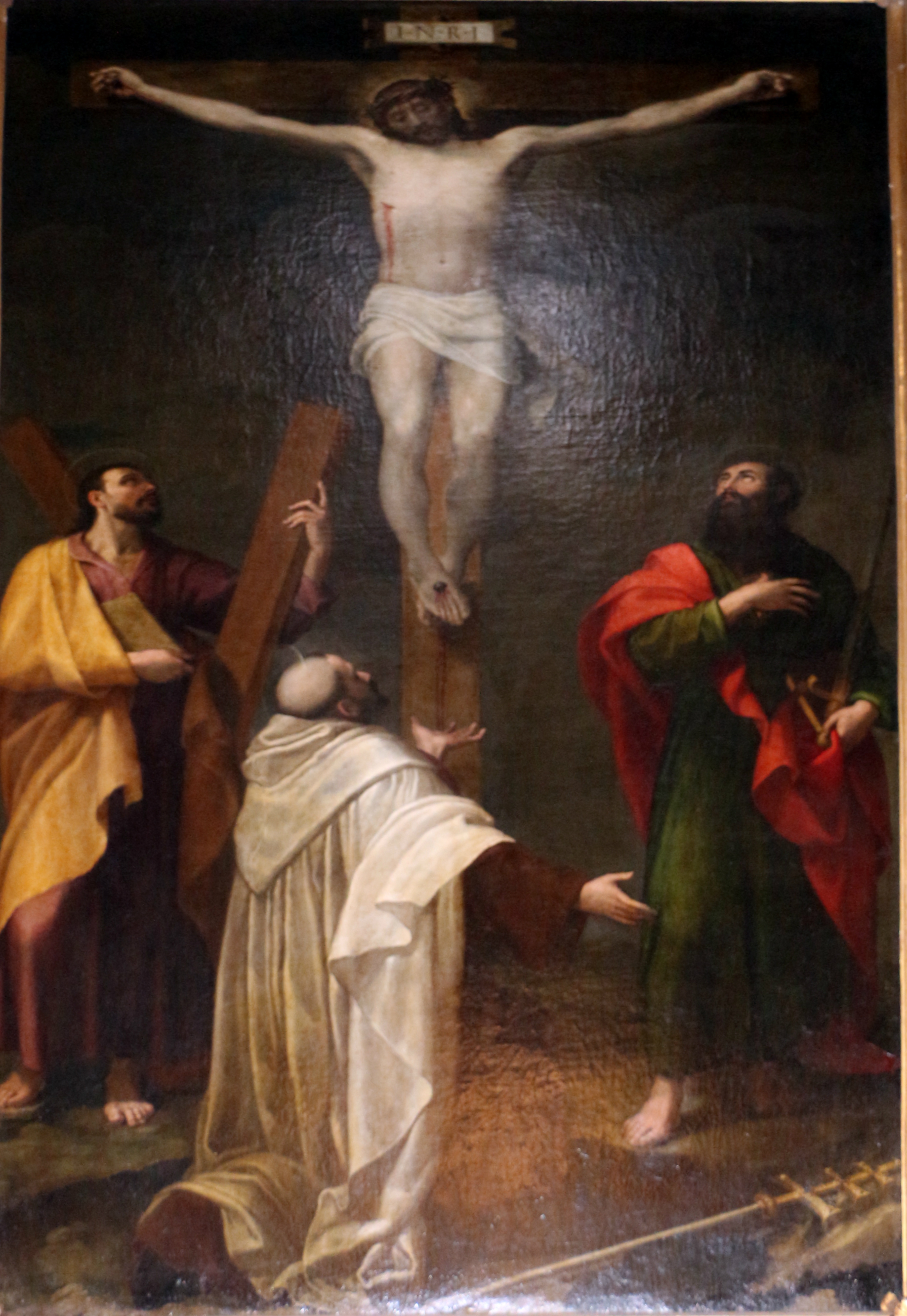
Crocifissione e santi (1584), de Bartolomeo Cesi, na Basílica di San Martino, em Bolonha